# Império do Espírito Santo do Galinho
O Império do Espírito Santo do Galinho localiza-se na Grota do Tapete, no Caminho da Cidade, local do Porto Judeu de Cima, na freguesia do Porto Judeu, concelho de Angra do Heroísmo, na ilha Terceira, nos Açores.

## História
Os estatutos desta Irmandades do Divino Espírito Santo remontam a 1 de outubro de 1874, servindo à população do Caminho da Cidade e do Outeiro (atual Ponta Nova da Feteira, que passou a freguesia em 1905.
A atual edificação foi erguida em 1933, no local de uma anterior, de madeira.
A irmandade adquiriu o terreno para a implantação da Escola Brianda Pereira que, pela sua localização junto ao Império, levou à separação de irmãos que vieram a constituir outra irmandade, o Império do Espírito Santo da Boca da Ribeira.
Possui um procurador com mandato de um ano, designado entre os irmãos, e um mordomo por cada bodo.